# Geschiedenis van Curaçao
Dit artikel beschrijft de geschiedenis van Curaçao.

## Prekoloniale geschiedenis
De vroegste sporen van menselijke bewoning op Curaçao zijn te vinden te Rooi Rincón. Het betreft een abri, een schuilplaats in de rotsen uit de archaïsche periode, met een afvalhoop van schelpen, dierlijk botmateriaal en steen. Het gaat om artefacten: enkele schrabbers en vormloze steensplinters die voor verschillende doelen gebruikt kunnen zijn. Ook zijn hier rotstekeningen aanwezig. De datering van deze oudste resten ligt tussen 3480 en 2325 v.Chr.. Vergelijkbare resten en menselijke graven zijn gevonden bij Kintján en bij de Tafelberg.
Resten van aardewerk uit de keramische periode zijn gevonden bij onder andere Knip en San Juan, met dateringen tussen ca. 450 en 1500 na Christus. Het materiaal behoort tot de Dabajuroid-cultuur. Deze mensen worden Caquetío genoemd. Op basis van hun taal deelt men deze voormalige Indiaanse bewoners in bij de Arowakken. De Caquetíos leefden in kleine nederzettingen met tot ongeveer veertig inwoners. De dorpjes lagen vaak in de buurt van de zuid- en westkust, bij een bron van drinkwater. De latere Caquetíos leefden van kleinschalige verbouw van onder meer cassave, van visserij, van het verzamelen van schelpdieren en van jacht op klein wild. Daarnaast dreven zij handel met Indianen van andere eilanden en van het vasteland. Woonplaatsen zijn gevonden bij onder andere Knip en Santa Barbara.
Wetenschappelijke aandacht voor de eerste bewoners van de Nederlandse Antillen was er al vroeg. Zo voerde de amateur A.J. van Koolwijk in de 19e eeuw veldverkenningen uit. Ook inventariseerde hij de rotstekeningen op het eiland. Sindsdien hebben velen zich beziggehouden met de vroegste bewoners van Curaçao.

## Spaanse periode
De eerste Europeaan die Curaçao bezocht, was de Spanjaard Alonso de Ojeda die er op 26 juli 1499 kort aan wal ging tijdens een expeditie. Op dat moment woonden er ongeveer 2000 Caquetío op het eiland. Meer Spaanse invallen volgden en het eiland werd bezet. Op 6 juni 1508 benoemde de toenmalige Spaanse koning (Ferdinand II van Aragon) Ojeda tot gouverneur van Nieuw-Andalusië; Aruba, Bonaire en Curaçao hoorden hierbij. In 1515 werden vrijwel alle Caquetío als slaven weggevoerd naar Hispaniola om te werken in de mijnen. In 1519 werd een actie opgezet die de bewoners van de eilanden moest bekeren tot het christendom. Ook slavenhandel bleef de eilanden niet bespaard. De Spanjaarden vestigden zich definitief op het eiland in 1527. Het eiland werd echter bestuurd vanuit een van de Spaans-Venezolaanse steden.
De Spanjaarden importeerden veel exoten in Curaçao. Paarden, schapen, geiten, varkens en rundvee werden vanuit Europa of een van de Spaanse koloniën op het eiland geïntroduceerd. Ook diverse uitheemse bomen en planten werden door de Spanjaarden aangeplant. Dat was vaak een kwestie van trial and error. Daardoor komt het dat zij ook gewassen en landbouwmethoden van de Caquetío leerden kennen en gebruiken. Parallellen op andere Caraïbische eilanden zijn uit bronnen bekend. Niet alle ingevoerde exoten hadden evenveel succes. Met het vee ging het in het algemeen goed; de Spanjaarden lieten het vee los lopen in de kunuku en op de savannes. Het vee werd gehoed door Caquetío en Spanjaarden. Schapen, geiten en rundvee deden het relatief het beste. Volgens historische bronnen waren er duizenden op het eiland. Met de landbouw ging het daarentegen beduidend slechter. Omdat de opbrengsten van de Curaçaose agricultuur teleurstellend waren, de zoutpannen geen hoge opbrengst hadden en er geen edelmetalen te vinden waren, noemden de Spanjaarden het eiland een "isla inutile", een nutteloos eiland.
Na verloop van tijd nam het aantal Spanjaarden dat op Curaçao woonde af. Daarentegen stabiliseerde het aantal Indiaanse bewoners zich. Vermoedelijk vond er, door natuurlijke aanwas, terugkeer en kolonisatie, zelfs bevolkingstoename van de Caquetío plaats. In de laatste decennia van de Spaanse bewoning werd Curaçao gebruikt als een grote veehouderij. Spanjaarden woonden rond Santa Barbara, Santa Ana en in dorpjes op het westelijke deel van het eiland. Caquetío woonden voor zover bekend verspreid over het eiland.

## De West-Indische Compagnie
In augustus 1634 viel de Nederlandse West-Indische Compagnie (WIC) Curaçao aan. De ongeveer dertig op het eiland aanwezige Spanjaarden gaven zich bij San Juan over. Alle Spanjaarden en een groot deel van de Caquetío werden door de Nederlanders naar Venezuela gebracht en daar aan wal gezet. Ongeveer dertig Caquetío-gezinnen mochten op het eiland blijven wonen. De belangrijkste reden voor de inval en verovering was dat de WIC op zoek was naar een uitvalsbasis voor handel en kaapvaart. Curaçao lag gunstig ten opzichte van de Spaanse koloniën op het vasteland. Ook had het de beste natuurlijke haven tot dan toe bekend in het Caraïbisch gebied. Daarnaast zocht de WIC naar een goede bron van zout. Zowel op de kust van Venezuela als op Bonaire waren goede zoutpannen te vinden. Op Curaçao zelf was campêchehout (een grondstof voor een natuurlijke verf), vee, kalk en brandstof te vinden.
Na de verovering consolideerde de WIC zijn aanspraken door fortificaties te bouwen. Omdat drinkwater van levensbelang was, werd in 1634-1635 een fort gebouwd bij de waterbron aan de noordoostkant van de Sint Annabaai. Dit fort bestond uit aarden wallen met een palissade en enkele stukken geschut. Rondom het fort werden voetangels gestrooid. In 1635-36 werd begonnen met de bouw van Fort Amsterdam op Punda. De eerste bouwfase werd onder leiding van admiraal Johan van Walbeek aangelegd in de vorm van een vijfpuntige ster en bestond uit een kern van aarde en koraal. Hiertegen werd een schil opgetrokken van met klei gemetseld koraal. Later werd deze schil opgetrokken uit metselwerk.
In de eerste drie jaren waren de leefomstandigheden voor de WIC'ers slecht. Voor voedsel en bouwmateriaal was men grotendeels afhankelijk van import uit Europa. De toevoer was zeer onregelmatig; er kon meer dan een half jaar voorbijgaan zonder aanvoer. Gevolg was dat veel loslopend vee werd gevangen en geslacht. Ander voedsel ging op rantsoen. Water moest vanaf de bron naar Punda gebracht worden. Soldaten en oversten sliepen in tenten. Een deel van de soldaten werd door de barre woonomstandigheden, slechte voedselvoorziening en het harde werk maar vooral door de eentonigheid en verveling ontevreden. Er leek muiterij op handen, maar die werd afgewend door de rantsoenen te verhogen en drank aan te bieden. Van Walbeek schreef naar de Heren XIX dat hij aanraadde de salarissen en rantsoenen te verhogen, omdat de soldaten niet waren aangenomen om fortificaties te bouwen.

## Consolidatie
De Spanjaarden smeedden plannen om Curaçao te heroveren op de Nederlanders. Informatie over troepenmacht, fortificaties, buitenposten, voedselvoorraad en ammunitie werd verzameld op drie manieren. Indianen die op Curaçao woonden werden ontvoerd en verhoord. WIC'ers die zout kwamen halen op de kust van Venezuela werden gevangengenomen en verhoord. Ten slotte stuurde Spanje spionnen naar Curaçao. Twee landingsplaatsen lagen voor de hand: Piscaderabaai en het Spaanse Water. Het Schottegat was te goed verdedigd. De Spanjaarden brachten hun plannen ten uitvoer en voeren uit met een aantal schepen. Deze zijn door een storm afgedreven en hebben Curaçao nooit bereikt. Voor de WIC een geluk: de Spaanse troepenmacht was sterker en had vermoedelijk gewonnen.
De Heren XIX in Amsterdam waren vanaf 1634 verdeeld over de toekomst van Curaçao. De fortificaties en manschappen hadden veel geld gekost en de opbrengsten waren mager. Toch werd Curaçao aangehouden, vermoedelijk meer een gevolg van besluiteloosheid dan van een beredeneerd besluit. Na verloop van tijd bewees Curaçao zijn waarde voor de WIC. Na het verlies van [[[Nederlands-Brazilië]] in 1654 werd Curaçao steeds belangrijker. Door de gunstige geografische positie was zowel handel op Terra Fierme in Venezuela als op andere Caraïbische eilanden mogelijk. Ook onderhield men contacten met koloniën in Noord-Amerika, waaronder Nieuw-Nederland.
De Curaçaose bevolking groeide gestaag, mede door de komst van Sefardische Joden uit Brazilië. Ook stelde de WIC Curaçao open voor planters; Europeanen die zich wilden vestigen om landbouw te bedrijven. Ook soldaten die hun tijd uitgediend hadden waren welkom om te blijven. Vanzelfsprekend was het doel voldoende voedsel voor de Curaçaose bevolking te produceren. Daarnaast wilde de WIC ook dat planters handelsgewassen gingen verbouwen. Hiertoe behoorden onder meer indigo, katoen, tabak, mais of sorgo en suikerriet. De oudste tuinen (boerderijen) worden vermeld vanaf het begin van de Nederlandse aanwezigheid; de eerste plantages werden aangelegd vanaf rond 1650. Hato, Savonet, St. Barbara, Santa Maria, Piscadera, Groot en Klein Sint Joris en San Juan zijn er enkele van. Een deel van de plantages bleef in bezit van de WIC.

## Slavenhandel en vrijhaven
In 1665 begon de WIC met slavenhandel. De slaven werden aangevoerd uit West-Afrika en werden op Curaçao aan land gebracht, waar ze na de "middle passage" enige tijd konden aansterken. De slaven werden verhandeld op een plaats die nu Asiento heet, en ook op de plantage Zuurzak. Al snel ontstond hier de belangrijkste regionale slavenmarkt. De WIC leverde slaven tegen zeer scherpe prijzen en concurreerde zo de Engelse, Franse en Portugese handelaren de markt uit. Slaven werden door handelaren gekocht en vervolgens verscheept naar diverse bestemmingen in Midden-Amerika en Zuid-Amerika. Een relatief klein deel van de aangekomen Afrikanen bleef achter op Curaçao. De meesten van hen kwamen terecht op een van de plantages. Een deel werd door handelaren en ambachtslieden gekocht en bleef zo in de omgeving van Willemstad. Willemstad ontstond in de tweede helft van de 17e eeuw en lag direct naast het fort, op het huidige Punda. In de 18e eeuw werden ook (pak)huizen op Otrobanda gebouwd. Vanwege de vrije geschutslinies waren er wel regels verbonden aan de bouw van huizen op Otrobanda.
De WIC maakte Curaçao tot vrijhaven, waardoor het een sleutelpositie kreeg in de internationale handelsnetwerken. Mede hierdoor werd het in de 17e eeuw een van de welvarendste eilanden in het Caraïbisch gebied. Dit zette kwaad bloed bij andere mogendheden, met name Engeland en Frankrijk. Een gevolg daarvan was dat Curaçao tijdens de Cassard-expeditie korte tijd werd belegerd door de Franse kaapvaarder Jacques Cassard, die zich ten slotte liet afkopen. De belegering had nadeel berokkend aan de bewoners van het eiland. Uitvoerig gespecificeerde lijsten van de geleden schade zijn bewaard gebleven in het Nationaal Archief in Den Haag. In 1716 brak er een kleine slavenopstand uit, maar de opstandelingen werden opgepakt. Tien opstandelingen werden ter dood veroordeeld. Bij de tweede bekende slavenopstand vielen zestig slachtoffers en werden 39 opstandelingen geëxecuteerd.
In de 18e eeuw probeerde Curaçao zijn handelspositie te consolideren. De handel op Venezuela en andere Spaanse koloniën werd echter verhinderd door de Spaanse kustwacht. Deze was speciaal aangesteld om de illegale handel vanuit Venezuela in tabak en cacao een halt toe te roepen. De Engelsen en Fransen werden in het Caraïbisch gebied steeds sterker. De positie van Curaçao nam mede door deze factoren in belang af. Ook was van belang dat Curaçao niet geschikt was voor de grootschalige verbouw van suikerriet, katoen, tabak of andere tropische plantagegewassen. Pogingen daartoe werden eind 17e en begin 18e eeuw gestaakt. De landbouw van Curaçao richtte zich op voedselvoorziening voor de eigen bevolking. Desondanks moest een deel van het voedsel worden geïmporteerd. Slavenhandel bleef de belangrijkste bron van inkomsten voor Curaçao, niet het minst vanwege de concurrerende prijzen van de slaven.

## Nederlandse kolonie

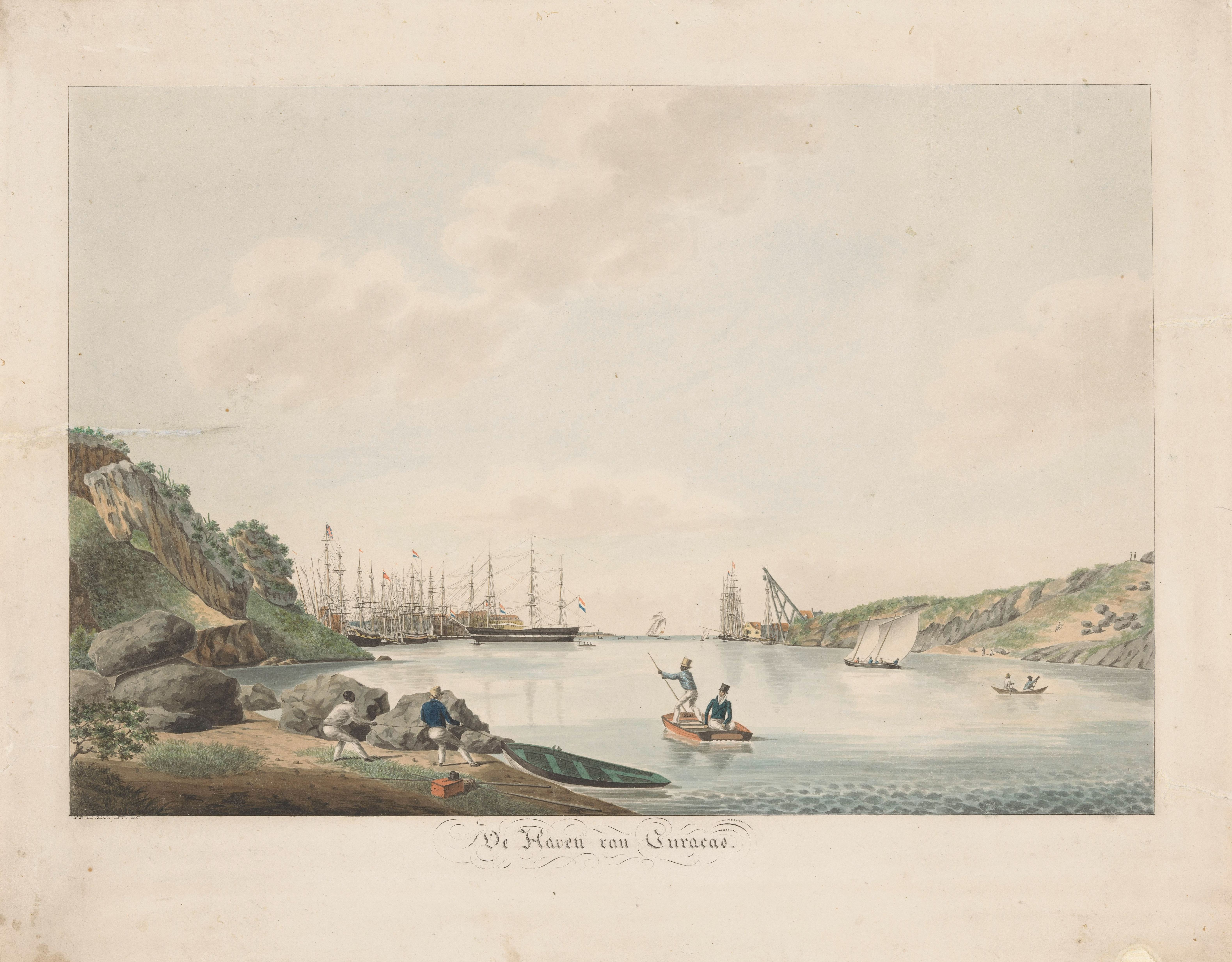
De haven van Curaçao rond 1825

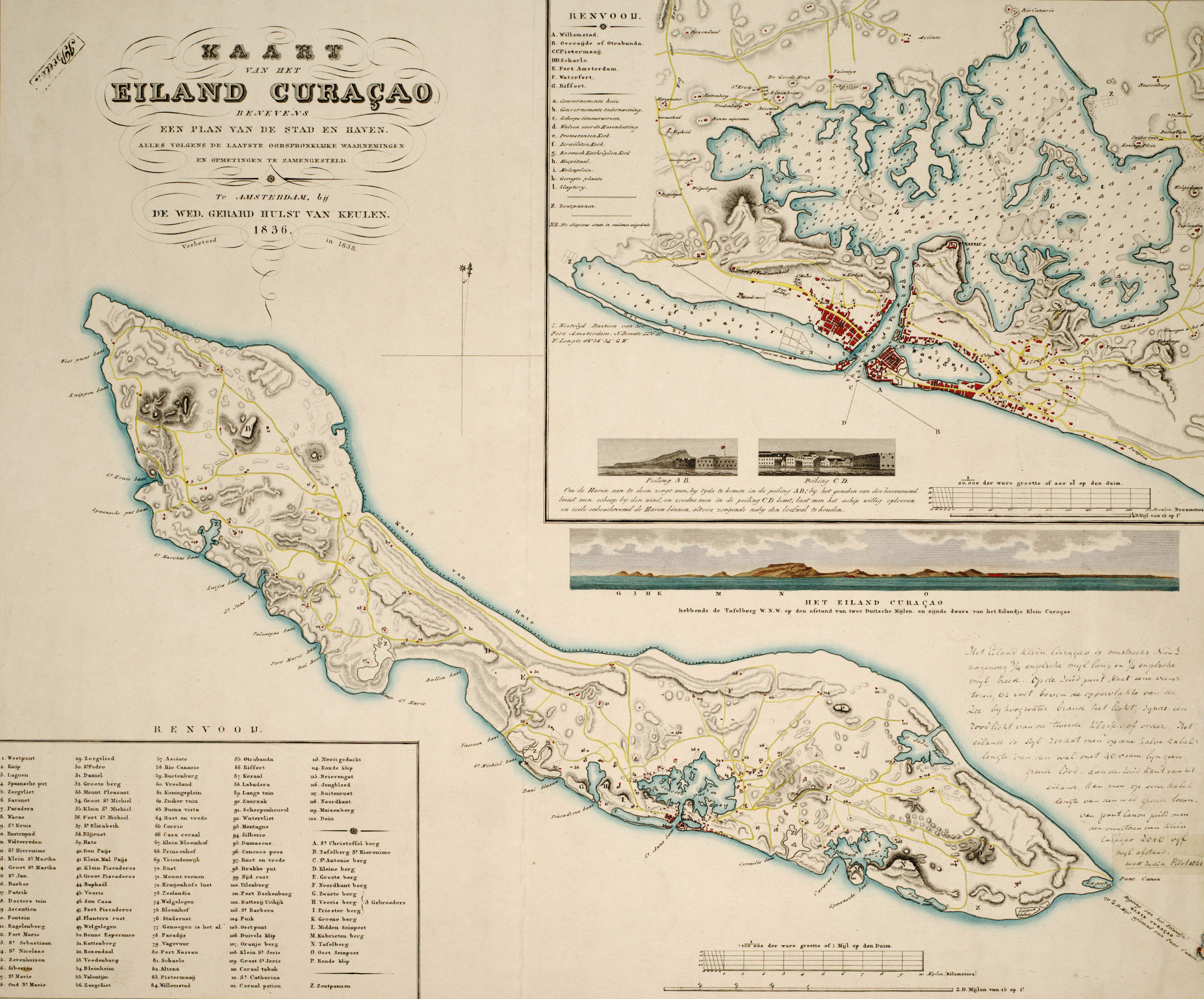
Kaart van Curaçao in 1836

Na het faillissement van de WIC in 1791 werd Curaçao een echte Nederlandse kolonie. Van bezit van een consortium van private aandeelhouders van de WIC werd Curaçao een deel van het koninkrijk. In 1795 kwamen de slaven op Curaçao in opstand. De opstand stond onder leiding van Tula, een slaaf die een centrale rol speelt in de geschiedenis van Curaçao. De opstand werd na een korte periode neergeslagen. In 1800 werd Curaçao bezet door de Britten, die in 1803 door de plaatselijke bevolking werden verdreven. In 1807 veroverden de Britten het eiland opnieuw. In 1816 kregen de Nederlanders Curaçao terug en viel het weer onder het Nederlands bestuur. Om de bestuurskosten te verlagen, werden de West-Indische koloniën in 1828 teruggebracht tot één kolonie met een gouverneur-generaal in Paramaribo. In 1845 kwam men hier gedeeltelijk op terug omdat het besturen van de eilanden vanuit Suriname niet goed werkte. Vanaf dat jaar waren er weer twee West-Indische koloniën:
- Suriname
- Curaçao en Onderhorigheden (bestaande uit zowel de Bovenwindse als de Benedenwindse Eilanden)

In navolging van Engeland (1834) en Frankrijk (1848) schafte de Nederlandse regering in 1863 de slavernij af. De slaveneigenaren werden voor het verlies van hun eigendom door de Nederlandse staat met 200 gulden per slaaf gecompenseerd. De lokale economie raakte in het slop. Veel voormalige slaven vonden het moeilijk om op Curaçao in hun broodwinning te voorzien. Curaçaoënaars emigreerden in groten getale naar plaatsen zoals Cuba om daar in suikerplantages te werken.
Tot in het begin van de 20e eeuw leefde Curaçao van handel, landbouw en visserij. Het economische tij keerde in 1914 toen grote aardoliereserves in Venezuela werden ontdekt. Shell vestigde meteen een olieraffinaderij op het eiland, Raffinaderij Isla, bij Asiento - waar eerder in slaven gehandeld werd. Tijdens de Tweede Wereldoorlog speelde het eiland een belangrijke rol bij de levering van brandstof voor de geallieerde troepen.
In 1954 verkreeg Curaçao samen met de andere Nederlandse Antillen politieke autonomie.

## Arbeidersopstand van 1969
In de jaren veertig en vijftig bracht de raffinaderij toegenomen welvaart en modernisering voor het eiland, maar de welvaart was ongelijk verdeeld. De pas ontstane Curaçaose arbeidersklasse werd steeds ontevredener met de loonpraktijken van de Koninklijke Shell. Ook was de deelname van de Afro-Curaçaose bevolking aan het politiek proces nog beperkt. Op 30 mei 1969 brak een arbeidersopstand uit bij de ingangspoort van de Shellraffinaderij. Tijdens de opmars naar de binnenstad werd onder andere de vakbondsleider Wilson Godett neergeschoten en staken woedende arbeiders panden in Punda en Otrobanda in brand.
Nadat de lokale regering Nederlandse mariniers had laten overvliegen om de orde te herstellen, werd er flink gewerkt om de overheid te 'Antillianiseren'. In de jaren tachtig verliet Shell Curaçao. De olieraffinaderij werd van toen af aan door het eilandgebied verhuurd aan de Venezolaanse staatsoliemaatschappij, de PDVSA. De olieraffinaderij veroorzaakt vrijwel permanent een ernstige luchtverontreiniging op een strook van het eiland ten zuidwesten van de raffinaderij. Hier ontstaat steeds meer weerstand tegen. Een en ander wordt op Curaçao "de schande van Shell" genoemd.

## Status aparte
Hoewel Curaçao op 10 oktober 2010 een status aparte heeft gekregen vergelijkbaar met Aruba, is de band met Nederland nog sterk. Dat blijkt onder meer uit het rechtstreeks inhuldigingsverslag van Willem-Alexander der Nederlanden.
In tegenstelling tot Nederland, maakt het eiland geen deel uit van het grondgebied van de Europese Unie en om die reden hoeft Curaçao, net als Aruba en Sint Maarten, niet te voldoen aan het Europees recht en is de euro niet als wettelijk betaalmiddel ingevoerd. Door de bijzondere relatie met de Europese Unie, de zogenoemde LGO-status, komen de eilanden wel in aanmerking voor Europese fondsen en EU-brede samenwerkingsovereenkomsten zoals het Erasmus+ programma. Verder bezitten de inwoners van het Caribisch deel van het Koninkrijk der Nederlanden naast de Nederlandse nationaliteit ook het Europees burgerschap en nemen zij sedert 2009 deel aan de verkiezingen voor het Europees Parlement.

## Trivia (in jaartallen)
- 1903 Door een slechte maïsoogst sterven 874 inwoners
- 1910 De eerste auto op Curaçao (vier jaar later rijden er al zestig)
- 1913 Staking in de haven; arbeiders gehaald uit St.Thomas en Venezuela
- 1926 Installatie van de droogdokken Wilhelmina en Juliana
- 1929 Venezolaanse revolutionair Urbina overvalt 
Fort Amsterdam
- 1934 Eerste directe vliegverbinding met Nederland (De Snip)